# Schleuse Hüntel
Die Schleuse Hüntel ist eine Schleuse am Dortmund-Ems-Kanal (DEK). Sie ist nach Hüntel, einem Stadtteil von Meppen, benannt, liegt aber im südöstlichen Stadtgebiet von Haren (Ems).

## Beschreibung
Die Schleuse Hüntel (DEK-km 174,1) wird vom Wasserstraßen- und Schifffahrtsamt Ems-Nordsee betrieben. Sie hat eine mittlere Fallhöhe von 2,9 m und wird täglich, außer an Feiertagen, von 6 bis 22 Uhr von der Leitzentrale Meppen bedient und überwacht.
Alte Schleuse

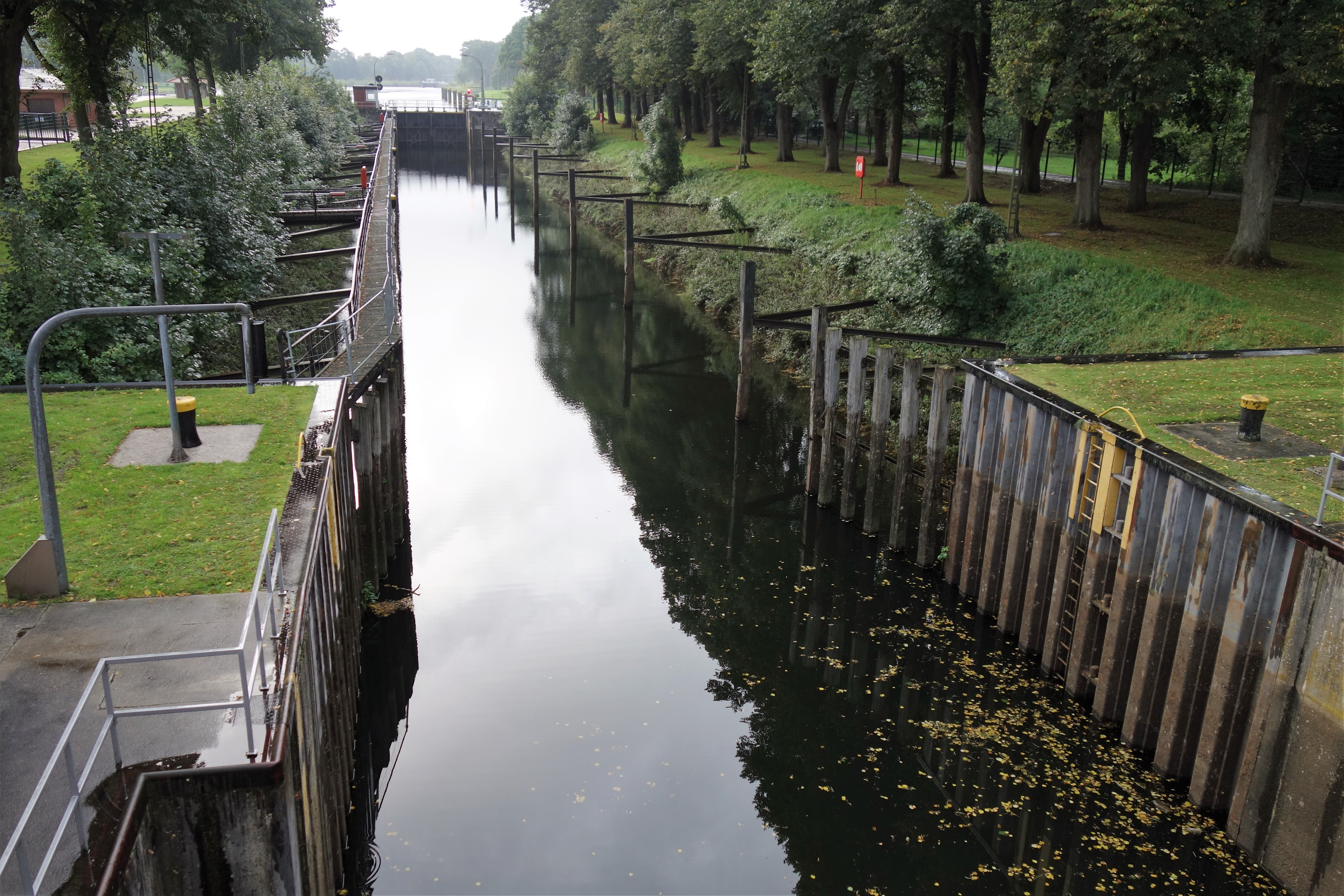
Die alte Schleusenkammer

Die erste Schleusenkammer wurde 1896 in Böschungsbauweise errichtet und mit der Fertigstellung des Dortmund-Ems-Kanals 1899 in Betrieb genommen. Sie ist 165 m lang, 10 m breit und wird mit zwei Stemmtoren verschlossen. 1966 wurde das Unterhaupt erneuert.
Neue Schleuse
Bereits 1927 wurde eine weitere und größere Schleusenkammer in Betrieb genommen. Sie ist 225 m lang, 12 m breit und wird ebenfalls mit zwei Stemmtorpaaren verschlossen. Theoretisch würden diese Abmessungen die Passage von Binnenschiffen der Klasse Vb erlauben, einige benachbarte Schleusen im Nordabschnitt des Dortmund-Ems-Kanals können zurzeit aber nur Fahrzeuge bis zur Klasse IV (Europaschiff) aufnehmen.